# Агуэли, Иван
Иван Агуэли (фр. Ivan Aguéli) (1869—1917) — шведский художник, обратившийся в ислам под именем Абдул-Хади. Обратил к суфийской традиции Рене Генона.

## Биография
Родился в семье ветеринара Юхана Габриэля Агуэли. При рождении получил имя Юна (Иоганна) Густава Агуэли. По линии матери он был родственником шведского метафизика XVIII века Эммануила Сведенборга. В 1879–1889 годах обучался на Готланде и в Стокгольме. В 1889 принял имя Ивана Агуэли и переехал в Париж. Уже в юности он начал проявлять исключительный художественный талант и острый интерес к религиозной мистике. 
Учился у художника Эмиля Бернара. Вернувшись в Стокгольм в 1890 году, Агуэли поступил в художественную школу, где его преподавали шведские художники Андерс Цорн и Рихард Берг. В конце 1892 года он снова вернулся в Париж, где познакомился с французской поэтессой и защитницей прав животных Мари Юо (1846–1930). Водил дружбу с русским анархистом князем Кропоткиным. В 1894 году подвергся аресту за анархическую деятельность и предан суду по «Процессу тридцати». Через несколько месяцев после освобождения в 1895 году совершил вояж в Египет, где принял ислам. В 1899 году побывал в Коломбо. 
В 1902 году первым из европейцев поступил в каирский университет Аль-Азхар и приобщился к традиции Шазилия. Агуэли и итальянский журналист Энрико Инсабато (1878–1963) основали и сотрудничали в издании в Каире журнала Il Convito (An-Nadi), который выходил в 1904–1913 на итальянском и арабском языках (некоторое время также на османском турецком). На арабском языке журнал пропагандировал благоприятное отношение к Италии как к другу ислама, а на итальянском – к исламу. В статье Агуэли впервые был использован термин «исламофобия». В 1911 году он основал в Париже тайное суфийское общество Аль-Акбария. Подозреваемый в шпионаже в пользу Османской империи, он был в 1916 году выслан в Испанию, где остался без денег, чтобы вернуться в Швецию, и погиб в Оспиталете под колёсами поезда.
Работы художника хранятся в Национальном музее Швеции, Музее современного искусства и Музее Агуэли.